# 张之臻
张之臻（1996年10月16日—）是中国男子职业网球选手。
张之臻职业生涯迄今最高的ATP单打世界排名为第31位（2024年7月22日），他获得过1座ATP巡回赛双打冠军，2个ATP挑战赛单打冠军和2个双打冠军，在ITF未来赛赢得了两个单打和两个双打冠军。
2022年10月，他成为了历史上第一名进入ATP男子单打世界排名前一百的中国大陆选手。张之臻在2023年马德里公开赛首轮战胜资格赛选手尤里·罗季奥诺夫后，获得了中国大陆男子选手在红土场地上的首场ATP巡回赛胜利，也是第一个进入大师赛16强和8强的中国男子选手。在第四轮战胜泰勒·弗里茨后也是他第一次击败TOP10级别选手。
2024年2月，张之臻搭档马哈奇于法国马赛举办的ATP250巡回赛夺冠，成为历史上第一位夺得ATP巡回赛双打冠军的中国籍球员。

## 职业生涯
张之臻在2012年进入职业网坛。
张之臻首次在ATP巡回赛亮相是在2015年深圳网球公开赛。作为资格赛选手，他在第一轮连续击败日本选手添田豪，但在次轮输给了六号种子吉力·维斯利。
在2017年ATP深圳网球公开赛上，张之臻作为资格赛选手在资格赛第二轮击败了4号种子，当时世界排名第39的意大利选手保罗·洛伦兹。然后他在第三轮中输给了瑞士选手亨利·拉克索寧。 
2017年11月26日，张之臻三盘战胜了特日格乐，第一次赢得了中国网球大奖赛的冠军，该项赛事是由中国网球协会主办的中国国内网坛最高级别赛事。
2019年，张之臻在济南和深圳获得两个ATP挑战赛的冠军头衔。同年，张之臻通过外卡方式进入中国网球公开赛和珠海网球冠军赛正赛，并分别在首轮击败德国选手多米尼克·克普費爾和英国选手凯尔·埃德蒙进入第二轮。
2020年，由于新冠疫情大流行而导致的旅行受限，张之臻除了在年初参加过几站ATP巡回赛和ATP挑战赛外，全年主要留在国内参加有中国网球协会主办的中国网球巡回赛 (CTA Tour)，最终在中巡赛职业级总决赛(成都站)男子单打决赛中输给吴易昺获得亚军。另外在CTA800赛日照站男单冠军，CTA1000赛安宁站与华润豪搭档获得男双冠军，CTA1000赛贵阳站与何叶聪获得双打冠军。
2021年，张之臻在温布尔登网球锦标赛资格赛中连胜三场，首次进入到大满贯赛事的正赛，成为公开赛年代以来第四位进入到大满贯男单正赛的中国大陆选手（吴迪、张择、李喆），也是公开赛年代首位进入到温布尔登网球锦标赛男单正赛的中国大陆选手（非公开赛时期为1959年进入正赛的梅福基）。
张之臻在2023年马德里公开赛首轮战胜资格赛选手尤里·罗季奥诺夫后，获得了中国大陆男子选手在红土场地上的首场ATP巡回赛胜利，第三轮逆转战胜世界排名第十三位的卡梅伦·诺里，闯进16强。张之臻成为中国大陆男子所有球员中，首个在大师赛赛场拿到三连胜的选手，同时也是第一个闯进16强的球员。在第四轮战胜泰勒·弗里茨后也是他第一次击败TOP10级别选手，也是第一个进入大师赛8强的中国男子选手。
2023年6月1日，2023年法国网球公开赛男单第二轮，张之臻戰勝蒂亚戈·阿古斯丁·蒂兰特，首度打進網球大滿貫男单32强，創下中国男网法网最佳战绩，并且也是第二位闯进大满贯32强的中国大陆男球员。
2023年9月30日，张之臻奪得2022年亞洲運動會男子網球冠軍。
2024年2月11日，张之臻在ATP250级别马赛站男双决赛中，搭档捷克选手马哈奇以6:3、6:4击败芬兰组合萨尔米宁/鲁苏武奥里，成为首位夺得ATP巡回赛男双冠军的中国网球運動員。
2024年7月，张之臻在凭借排名直通2024年奥运会网球比赛，在男单首轮中不敌捷克选手马哈奇。后因原定的混双搭档郑钦文晋级女单八强后，没有精力同时兼顾混双赛事，遂由队友王欣瑜顶替郑的位置与张之臻配对。二人首轮战胜巴西的斯特凡尼/维尔德组合，1/4决赛历经两个抢七、一个抢十，艰难战胜2号种子，澳大利亚的佩雷斯/伊布登，闯入混双四强，创造了中国在该项目的最好成绩。半决赛，二人逆转战胜荷兰的舒尔斯/库尔霍夫，挺进决赛，成为继2004年奥运网球女双冠军李婷/孙甜甜，和同一天打进女单决赛的队友郑钦文之后，第三组闯入奥运会网球项目决赛和第二组闯入双打决赛的中国运动员，进一步创造了中国网球的历史。最终，二人在决赛中以1:2负于捷克组合西尼亚科娃/马哈奇，获得一枚银牌。

## 挑战赛和未来赛决赛

### 单打：（4–4）
| 图例（单）       |
| ---------------- |
| ATP挑战赛（2-0） |
| ITF未来赛（2-4） |

| 赛事场地    |
| ----------- |
| 硬地（3–2） |
| 泥地（1-2） |
| 草地（0–0） |
| 地毯（0–0） |

| 结果 | 胜-负 | 日期       | 巡回赛                     | 赛事级别 | 比赛场地 | 对手                 | 比分                |
| ---- | ----- | ---------- | -------------------------- | -------- | -------- | -------------------- | ------------------- |
| 胜   | 1–0   | 2015年6月  | 法國 F10， 蒙德马桑        | 未来赛   | 红土     | 阿德里安·普吉特      | 6–4、7–6 （7–4）    |
| 负   | 1–1   | 2015年7月  | 法國 F13，布雷斯地区布尔格 | 未来赛   | 红土     | 乔迪·桑佩尔·蒙塔纳   | 3–6、4–6            |
| 负   | 1–2   | 2017年5月  | 中国 F9，六安              | 未来赛   | 硬地     | 亚历山大·萨基西安    | 2–6、1–6            |
| 胜   | 2–2   | 2017年7月  | 中国 F11，深圳             | 未来赛   | 硬地     | Prajnesh Gunneswaran | 2–6、7–5、5-0退格。 |
| 负   | 2–3   | 2017年7月  | 中国 F13，银川             | 未来赛   | 硬地     | 福田空               | 3–6、5–7            |
| 负   | 2–4   | 2018年7月  | 義大利 F18，卡西纳尔博     | 未来赛   | 红土     | 耶尔·塞尔斯          | 0–6、3–6            |
| 胜   | 3–4   | 2019年9月  | 中国 济南                  | 挑战赛   | 硬地     | 添田豪               | 7-5、2-6、6-4       |
| 胜   | 4–4   | 2019年11月 | 中国 深圳                  | 挑战赛   | 硬地     | 李喆                 | 6–3、4–6、6-1       |

### 双打： (4-6)
| 赛事类型         |
| ---------------- |
| ATP挑战赛（2-2） |
| ITF未来赛（2-4） |

| 赛事场地    |
| ----------- |
| 硬地（4–6） |
| 泥地（0–0） |
| 草地（0–0） |
| 地毯（0–0） |

| 结果 | 胜-负 | 日期      | 巡回赛                   | 赛事级别 | 比赛场地 | 搭档              | 对手                              | 比分              |
| ---- | ----- | --------- | ------------------------ | -------- | -------- | ----------------- | --------------------------------- | ----------------- |
| 胜利 | 1–0   | 2014年7月 | 中国F8，深圳             | 未来赛   | 硬地     | 柏衍              | 华润豪 邱卓阳                     | 6–4、4–6，[10–3]  |
| 失利 | 1–1   | 2015年7月 | 法國 F14，圣热尔韦莱班   | 未来赛   | 硬地     | 丹尼尔·梅德韦杰夫 | 卡洛·席尔瓦 里卡多·乌尔祖·里维拉  | 6–7 （4–7） ，1–6 |
| 失利 | 1–2   | 2015年8月 | 白俄羅斯 F2，明斯克      | 未来赛   | 硬地     | 丹尼尔·梅德韦杰夫 | 叶格尔·格拉西莫夫 伊利亞·伊華舒卡 | 1–6、3–6          |
| 胜利 | 2–2   | 2016年9月 | 中国 南昌                | 挑战赛   | 硬地     | 吴迪              | 尼古拉斯·巴里恩托斯 鲁本·冈萨雷斯 | 7–6 （7–4） ，6–3 |
| 胜利 | 3–2   | 2017年4月 | 中国 F5，兰州            | 未来赛   | 硬地     | 何业聪            | 夏子豪 彭賢尹                     | 7–6 （7–5） ，6–3 |
| 失利 | 3–3   | 2017年6月 | 中国 F10，昆山           | 未来赛   | 硬地     | 何业聪            | 高鑫 李喆                         | 3–6、2–6          |
| 胜利 | 4–3   | 2017年9月 | 中国 张家港              | 挑战赛   | 硬地     | 高鑫              | 陈迪 易楚寰                       | 6–2、6–3          |
| 失利 | 4–4   | 2018年9月 | 中国 上海                | 挑战赛   | 硬地     | 华润浩            | 公茂鑫 张择                       | 4–6、6–3，[4–10]  |
| 失利 | 4-5   | 2019年1月 | 突尼西亞 M15，莫纳斯提尔 | 未来赛   | 硬地     | 詹尼克·辛纳       | 加博尔·波索斯 佩特·纳吉           | 1–6、6–3，[7–10]  |
| 失利 | 4–6   | 2022年4月 | 美国 萨凡纳              | 挑战赛   | 泥地     | 吴东霖            | 鲁本·冈萨雷斯 崔特·休伊           | 6-7(3-7), 4-6     |

## 中国网球巡回赛成绩

### 男子单打
| 比赛时间       | 比赛地点 | 比赛等级       | 比赛场地 | 最好成绩 | 对手         | 比分                |
| -------------- | -------- | -------------- | -------- | -------- | ------------ | ------------------- |
| 2020年8月5日   | 安宁站   | CTA1000        | 硬地     | 1/8决赛  | 莫业聪(湖南) | 6(5)-7, 6-3, [7-10] |
| 2020年8月30日  | 日照站   | CTA800         | 硬地     | 冠军     | 李喆(天津)   | 7-5, 6-4            |
| 2020年9月23日  | 长沙站   | CTA1000        | 硬地     | 1/8决赛  | 吴易昺(浙江) | 6(1)-7, 6-1, [6-10] |
| 2020年10月24日 | 贵阳站   | CTA1000        | 硬地     | 1/4决赛  | 崔杰(北京）  | 6-1, 1-6, [7-10]    |
| 2020年11月29日 | 成都站   | CTA1000/总决赛 | 硬地     | 亚军     | 吴易昺(浙江) | 3-6, 2-6            |

### 男子双打
| 比赛时间       | 比赛地点 | 比赛等级       | 比赛场地 | 最好成绩 | 搭档         | 对手                      | 比分             |
| -------------- | -------- | -------------- | -------- | -------- | ------------ | ------------------------- | ---------------- |
| 2020年8月8日   | 安宁站   | CTA1000        | 硬地     | 冠军     | 华润豪(上海) | 张择(江苏)/公茂鑫(江苏)   | 7-5, 7-5         |
| 2020年9月22日  | 长沙站   | CTA1000        | 硬地     | 1/8决赛  | 吴迪(上海)   | 曾姚杰(广东)/王嘉基(广东) | 6-3, 2-6, [8-10] |
| 2020年10月24日 | 贵阳站   | CTA1000        | 硬地     | 冠军     | 何叶聪(浙江) | 李喆(天津)/王傲然         | 4-6, 6-4, [10-3] |
| 2020年11月24日 | 成都站   | CTA1000/总决赛 | 硬地     | 1/4决赛  | 何叶聪(浙江) | 李喆(天津)/柏衍(江苏)     | 5-7, 6(1)-7      |

## 家庭
张之臻出生在一个体育家庭，父亲为足球运动员张卫华，母亲是射击运动员秦唯。
2022年，张之臻結婚。2024年巴黎奧運會期間，张之臻的女兒出生。